# Intel 8237

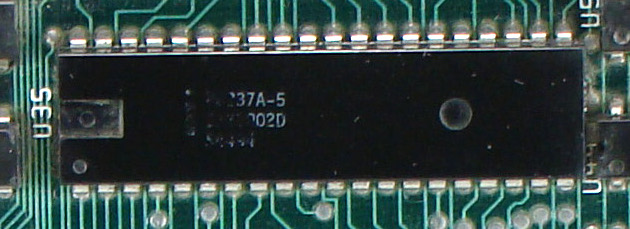
Мікросхема Intel 8237A-5, на оригінальній системній платі комп'ютера IBM PC (5150).

Призначення контактів мікросхеми.

Intel 8237 — мікросхема контролера прямого доступу до пам'яті (DMA), що є частиною набору сімейства мікросхем MCS 85. Основне призначення — розвантаження центрального процесора при передаванні даних між периферійними пристроями і оперативною пам'яттю комп'ютера.
Мікросхема 8237 містить чотири канали вводу-виводу і може передавати дані з максимальною теоретичною швидкістю 1,6 мегабайти за секунду.
Кожен канал може адресувати максимум 64 кілобайти оперативної пам'яті; максимальний розмір блоку даних для передавання також 64 K.
Одна мікросхема 8237 знайшла застосування у оригінальному комп'ютері IBM PC (5150), а також у наступній моделі IBM PC/XT. У схему комп'ютера IBM PC/AT додано ще один контролер 8237 у конфігурації «master-slave», таким чином кількість DMA-каналів зросла з 4 до 7. Пізніші моделі комп'ютерів, сумісних з IBM PC, як правило імплементували функції 8237 у складі чипсету.
Проєктування мікросхеми 8237 здійснила фірма AMD (внутрішнє маркування Am9517). Intel та AMD мали угоду про крос-ліцензування продукції, за якою AMD мала право на виробництво процесорів Intel, а остання, відповідно, випускати розробки AMD. Саме з цієї причини мікросхеми Intel 8237 мають надрукований текст «(C) AMD 1980».